# Johnnie Troutman
Johnnie Troutman (Trenton, 11 novembre 1987) è un giocatore di football americano statunitense che gioca nel ruolo di guardia per i San Diego Chargers della National Football League. Fu scelto nel corso del quinto giro (149º assoluto) del Draft NFL 2012 dai Chargers. Al college ha giocato a football a Penn State.

## Carriera professionistica

### San Diego Chargers
Troutman fu scelto nel corso del quinto giro del Draft 2012 dai Chargers. Dopo non essere mai sceso in campo nella sua stagione da rookie, la successiva disputò 14 partite, di cui 9 come titolare.

## Vittorie e premi
Nessuno

## Statistiche
| Partite totali      | 14 |
| Partite da titolare | 9  |